# 쉼과 사람, 휴먼라디오
《쉼과 사람, 휴먼라디오》는 대한민국의 방송국 국방FM에서 방송하는 라디오 프로그램이다.

## 역사
2020년 11월 21일에 신설되었다.

## 진행
- 최현수

## 코너 소개

### 주요코너
- 최현수의 세상보기 - 사회 이슈와 문화현상을 바라보는 진행자의 통찰을 담은 라디오칼럼
- 오늘의 브금(BGM) - 진행자가 선곡한 오늘의 배경음악
- 최현수가 만난 사람 - 우리 사회 문화계 인물과 화제의 주인공을 만나는 시간
- 히어로 리턴즈 - 그날의 기억 오늘의 기록 <히어로 리턴즈> 출연:신채이 리포터

| 국방FM 주말 프로그램 |                       |                           |
| 이전                 | 쉼과 사람, 휴먼라디오 | 다음                      |
| 주말엔 클팝          | 쉼과 사람, 휴먼라디오 | 조갑경의 오늘도 좋은날    |
| 오전 6시 ~ 오전 8시  | 오전 8시 ~ 오전 9시   | 오전 9시 ~ 오전 10시 55분 |
|                      |                       |                           |